# والتر وایت جونیور
والتر هارتول وایت جونیور (انگلیسی: Walter Hartwell White Jr) یک شخصیت ساختگی در سریال بریکینگ بد است. والتر جونیور پسر شخصیت اصلی سریال والتر وایت و همسرش اسکایلر است. او بیماری فلج مغزی دارد که در مشکلات گفتاری و اختلال در کنترل حرکتی ظاهر می‌شود و برای آن از عصا استفاده می‌کند.